# グレーター・ロンドン・カウンシル
グレーター・ロンドン・カウンシル（Greater London Council, GLC）は、1963年ロンドン政府法に基づき1965年に設立され、1985年地方自治法により1986年に廃止された:5、イギリスの大ロンドン地域の地方自治体である。大ロンドン議会とも訳される。 
グレーター・ロンドン・カウンシルの設立以前には、Metropolitan Board of Works（1855年から1889年）、London County Council（1888年設立）があり、2000年以降は大ロンドン庁（Greater London Authority）がある。

## 設立
1934年から労働党がロンドン市議会を握り、1950年代には選挙で圧倒的に労働党が有利だった。この頃のロンドン市議会の管轄する地域はロンドン中心部のみであり、保守党はロンドン全体を管轄する団体を提案した。
1957年に検討委員会が設立され、1960年には、52のロンドン行政区を設立し、市議会を、公共交通、道路、住宅供給、地域再生に限定した、権限の小さい自治体に変える提案がなされた。
この提案は、行政区の数が32に減らされたことを除いてはほぼこの通りに実現された。大ロンドンはロンドンの各区、ミドルセックスのほか、エセックス、ハートフォードシャー、ケント、サリー各州の一部、クロイドン、イーストハム、ウェストハムに及んだ。境界付近には、増税を避けるために大ロンドンに入らない地域もあった。

## 政治
初めての選挙は1964年4月9日に行われ、各区が代表を選出した。保守党の思惑とは異なり、労働党が64議席、保守党が36議席を獲得した。議長には保守党のビル・フィスケが就任した。
1967年の第2回選挙では、国政への不満から保守党の大勝利となり、保守党が82議席、労働党が18議席を獲得した。これにより、33年ぶりに保守党の議長が誕生した。1970年も、議席は減らしたが保守党が勝利した。
1972年には小選挙区制に移行し、1973年の選挙では労働党が強力な社会主義を標榜し、57議席を獲得した。保守党は33議席、自由党は2議席を獲得した。
1981年五月の選挙は、保守党サッチャー主義とマルクス主義的労働党の政治思想が争点となった。増税と大型事業の労働党が僅差で勝利した。議長には、労働党左派のケン・リヴィングストンが労働党右派のアンドリュー・マッキントッシュに勝利した。

## 廃止
リヴィングストンの社会主義的な政策は、マーガレット・サッチャーの保守党政権と真っ向から対立する形になった。1983年にはGLCを廃止することが閣議決定され、各区がそれぞれ機能を担うことになった。1985年の地方自治法は大きな反対を受けたが、1986年3月31日深夜で廃止されることが決定した。